# 川隅美慎
川隅 美慎（かわすみ びしん、1992年12月31日 - ）は、日本の俳優である。本名同じ。
兵庫県神戸市出身。キャストコーポレーション所属。身長178cm。特技はダンス・サッカー・殺陣、趣味は料理・カメラ。

## 略歴
「仮面ライダーになりたい」と思い、俳優を志す。
大阪・京橋のダンススクール「キャレス」の出身。かつて清水翔太や松下優也らも在籍した同校生による男性パフォーマンスユニットSUGERに途中加入し、大阪を拠点にストリートライブなどの活動を行う。2006年9月にキャレスよりSUGERが株式会社キティとマネジメント契約を結んだことが発表され、自身も同社所属のタレントとなる。同年11月、グループ主演舞台『廃墟に咲く花』に出演。
2007年11月28日、SUGERがエピックレコードジャパンよりミニ・アルバム『FORGET ME NOT 〜廃墟に咲く花〜』でCDデビュー。川隅は当時の最年少メンバー（14歳）であった。舞台『廃墟に咲く花』のテーマ曲であったアルバム表題曲「FORGET ME NOT 〜廃墟に咲く花〜」（作曲：島野聡）の作詞に川隅も参加している（SUGER内での作詞のコンペティションにより、川隅の詞が採用されたため）。
2008年10月にSUGERが解散。以後、俳優として本格的に活動を開始する。
2017年1月1日、ブログで長年所属した株式会社キティからキャストコーポレーションに移籍した事を発表した。
2023年4月2日、タレントの長谷川愛との結婚を公式Twitterにて発表。

## 出演

### 舞台
2006年
- 廃墟に咲く花（2006年 - 2007年）

2007年
- Waiting for the Sun 天気待ち（2007年8月 - 9月）

2009年
- ミュージカル・テニスの王子様 The Treasure Match 四天宝寺 feat.氷帝（2009年2月 - 3月） - 財前光 役
- 幕末侍伝説-CHUJI-（2009年5月） - 兆平 役
- イタズラなKiss 〜卒業編〜（2009年7月 - 8月） - 蓮屋秋男 役
- 魔界転生（2009年12月） - 伊達佐十郎 役

2010年
- SIMPLY BECAUSE IMITATION 〜偽物だからこそ…〜（2010年1月） - 二宮勇人 役
- マーダーファクトリー（2010年4月） - サトル 役
- めぐるめく（2010年5月） - 木崎立 役
- abc★赤坂ボーイズキャバレー 〜心ごと脱げ!〜（2010年8月 - 9月） - 内村順 役
- 麗人（2010年10月） - 山家 役

2011年
- abc★赤坂ボーイズキャバレー Spin Off「ゲネプロ!」（2011年3月） - 内村順 役
  - abc★赤坂ボーイズキャバレー 〜2回表!〜 -喝! & 勝つ!-（2011年8月 - 9月） - 内村順 役
- ニコニコミュージカル 源氏物語（2011年11月） - 末摘花 / 吉々 役
- 裏切りは僕の名前を知っている（2011年12月） - 焔椎真 役

2012年
- 破壊ランナー（2012年3月 - 4月） - ライデン 役
- 銀河英雄伝説 第二章自由惑星同盟篇 （2012年4月） - ビクトル・フォン・クラフト 役
  - 銀河英雄伝説 撃墜王（2012年8月） - ビクトル・フォン・クラフト 役
- WORKING!!（2012年5月）
- 裏切りは僕の名前を知っている Vol.2（2012年7月 - 8月） - 映像出演
  - 裏切りは僕の名前を知っている Vol.3 -深紅にとけゆく想いの果てに-（2012年11月） - 焔椎真 役
- 桃太郎外伝〜黄金の夜明け〜（2012年10月） - クマ 役
- 朗読劇 しっぽのなかまたち「小雪と小春と小太郎と」「犬の大学」（2012年12月） - 小雪 / ファン太 役

2013年
- ソラオの世界（2013年2月） - ハレルヤ 役
- 銀河英雄伝説 第三章 内乱（2013年3月 - 4月） - フリッツ・ヨーゼフ・ビッテンフェルト 役
- OTOGI狂詩曲（2013年6月） - 主演 太郎 役
- Santa Claus Con-Game 〜外伝プーダスの大冒険〜（2013年7月） - 主演 プーダス 役
- RE-INCARNATION -RE-BIRTH-（2013年9月） - 呂蒙子明 役
- 戦国BASARA 宴弐（2013年11月） - 竹中半兵衛 役
- 知り難きこと陰の如く、動くこと雷霆の如し（2013年12月） - ハンス・クリフト 役

2014年
- けんかとにおい（2014年1月 - 2月） - 祐樹 役
- 双牙〜ソウガ〜 再演（2014年4月） - シュリノスケ 役
- 中野喫茶室（2014年5月27日 - 6月1日）
- BROTHERS CONFLICT ―BROTHERS ON STAGE!―（2014年6月20日 - 29日） - 朝日奈祈織 役
- ロボ・ロボ（2014年8月 - 9月） - ワーカー503 役
- 人狼TLPT X 新撰組〜壬生村の狼　至誠の巻〜（2014年9月9日 - 15日） - 藤堂平助 役
- 幕末-狼kick!-（2014年10月8日 - 12日） - 主演 藤堂 役
- バカフキ！（2014年11月13日 - 16日、作・演出:大河元気） - シャモン 役
- HYSTERIC6 （2014年12月2日 - 7日） - 黎人 役

2015年
- TARO〜俺たちが救う！！〜 （2015年1月21日 - 25日） - 主演 桃太郎 役
- BROTHERS CONFLICT　―BROTHERS ON STAGE!2―（2015年3月4日 - 9日） - 朝日奈祈織 役
- BROTHERS CONFLICT　―BROTHERS ON STAGE!再演―（2015年4月） - 朝日奈祈織 役
- 恋するアンチヒーロー（2015年5月8日 - 17日） - 新田 役
- Little Fandango（2015年7月8日 - 12日） - ドク・スカーロック 役
- 小林少年とピストル（2015年8月12日 - 16日） - スピード丸 役
- よみ人シラズ（2015年9月9日 - 14日） - 主演 アキラ 役
- 炎の蜃気楼昭和編 瑠璃燕ブルース（2015年10月8日 - 13日） - 名詰幸太 役
- 痕跡≪あとあと≫（2015年12月5日 - 14日） - 吉川瞬 役

2016年
- 朗読劇「キミが読む物語」（2016年2月24日 - 25日） - ゲスト出演
- 「TARO」〜Shall We TARO?〜（2016年3月2日 - 6日） - 主演 桃太郎&山田太郎 役
- 烈!バカフキ!（2016年4月14日 - 17日） - シャモン 役
- 闇狩人（2016年5月18日・20日・22日） - 犬飼&森野 役
- オタッカーズ・ハイ（2016年6月7日 - 19日） - 主演 柳井 役
- BROTHERS CONFLICT ―BROTHERS ON STAGE! 3― THE FINAL（2016年7月） - 朝日奈祈織 役
- ハイパープロジェクション演劇『ハイキュー!!』“烏野、復活!”（2016年11月） - 山本猛虎 役[11][12]

2017年
- ノラガミ－神と絆－（2017年2月16日 - 26日） - 颯丸 役
- 龍よ、狼と踊れ〜Dragon,Dance with Wolves〜（2017年3月8日 - 20日） - 藤堂平助 役
- イケメン戦国 THE STAGE〜真田幸村編〜（2017年4月19日 - 23日） - 伊達政宗 役
- 人狼TLPT X 新撰組外伝〜払暁の狼〜（2017年5月17日 - 23日） - 藤堂平助 役
- DisGOONie presents Vol.4 舞台 「From Three Sons of Mama Fratelli」-「枯れるやまぁ のたりのたりとまほろばよ あぁ悲しかろ あぁ咲かしたろ」（2017年6月9日 - 18日） - 石田佐吉三成 役
- 夢王国と眠れる100人の王子様〜Prince Theater〜（2017年7月21日 - 25日） - クロノ 役
- ハイパープロジェクション演劇「ハイキュー!!」“進化の夏”（2017年9月8日 - 10月29日） - 山本猛虎 役[13][14]
- 勇者セイヤンの物語(仮)（2017年11月8日 - 12日） - サラブレッド 役

2018年
- おおきく振りかぶって（2018年2月2日 - 12日） - 秋丸恭平 役
- 龍よ、狼と踊れ 〜Dragon,Dance with Wolves〜 〜草莽の死士〜（2018年3月21日 - 4月1日） - 藤堂平助 役
- 舞台「真・三國無双」官渡の戦い（2018年4月26日 - 5月1日 / 5月5日 - 6日） - 孫権 役[15]
- BOYS☆TALK 第3弾（2018年6月6日 - 6月17日） - ギーちゃん 役
- 七つの大罪 The STAGE（2018年8月3日 - 12日 / 8月18日 - 20日） - ハウザー 役[16]
- 12人の怒れる男（2018年9月20日 - 24日、サンモールスタジオ）
- RE:VOLVER（2018年10月18日 - 22日、シアター1010 / 10月27日 - 28日、サンケイホールブリーゼ）
- 体内活劇「はたらく細胞」（2018年11月16日 - 25日、シアター1010） - 樹状細胞 役
- ミュージカル「クリスマスキャロル」（2018年12月12日 - 16日、東京・東京キネマ倶楽部） - マークミラー 役[17]

2019年
- 舞台「真・三國無双」赤壁の戦い（2019年2月7日 - 17日、シアター1010） - 孫権 役[18]
- ハイパープロジェクション演劇「ハイキュー!!」“東京の陣”（2019年4月8日 - 5月6日） - 山本猛虎 役[19][20]
- 舞台「文豪ストレイドッグス 三社鼎立」（2019年6月8日 - 9日、北上市文化交流センターさくらホール / 6月14日 - 16日、久留米シティプラザザ・グランドホール / 6月21日 - 22日、名古屋市公会堂大ホール / 6月27日 - 30日、森ノ宮ピロティホール / 7月3日 - 10日、日本青年館ホール） - ジョン・スタインベック 役
- 誰かが彼女を知っている（2019年8月15日 - 19日、赤坂RED/THEATER）
- 体内活劇「はたらく細胞」II（2019年9月27日 - 10月6日、シアター1010） - 樹状細胞 役
- る・ひまわり×明治座年末“祭”シリーズ 明治座の変 〜麒麟にの・る〜（2019年12月28日 - 31日、明治座）

2020年
- ハイパープロジェクション演劇「ハイキュー!!」"ゴミ捨て場の決戦"（2020年10月31日 - 12月13日） - 山本猛虎 役

2021年
- 勇者セイヤンの物語(予言)（2021年1月21日 - 1月24日） - サラブレッド 役
- ミュージカル『刀剣乱舞』 ―東京心覚―（2021年3月7日 - 5月23日） - 平将門 役
- 饗宴「夜鷹無限上昇」（2021年6月19日 - 29日、DisGOONieS）
- 舞台「東京リベンジャーズ」（2021年8月6日 - 8日、COOL JAPAN PARK OSAKA WWホール / 8月12日 - 14日、日本青年館ホール / 8月19日 - 22日、KT Zepp Yokohama） - 林良平 役
- 『僕のヒーローアカデミア』The “Ultra” Stage 本物の英雄（ヒーロー） PLUS ULTRA ver.（2021年12月3日 - 12日、TOKYO DOME CITY HALL / 2021年12月24日 - 26日、京都劇場） - ステイン 役

2022年
- 舞台「灼熱カバディ」（2022年2月18日 - 27日、シアター1010） - 六弦歩 役[21]
- 進戯団 夢命クラシックス×07th Expansion vol.7「うみねこのなく頃に〜Stage of the golden Witch〜」（2022年3月31日 - 4月3日、CBGKシブゲキ!!） - 主演 右代宮戦人 役
- ミュージカル『刀剣乱舞』 〜真剣乱舞祭2022〜（2022年5月8日 - 6月26日） - 平将門 役[22]
- 舞台「佐々木と宮野」（2022年7月23日 - 31日） - 小笠原次郎 役[23]
- 舞台「オブリビオの翼」（2022年9月23日 - 10月8日） - 黒鷺克彦 役[24][25]
- 舞台「Wizards Storia -cadere-」（2022年12月22日 - 26日、埼玉県 羽生市産業文化ホール 小ホール） - クボーナー 役、殺陣振付補佐[26]

2023年
- 舞台「咎人の刻印-ブラッドレッド・コンチェルト-」（2023年2月16日 - 26日、紀伊國屋ホール） - 東雲 役[27]
- 進戯団 夢命クラシックス#27『花音』（2023年3月16日 - 21日、シアターサンモール） - 烈火 役[28]
- 少年社中 第40回公演「三人どころじゃない吉三」（2023年6月8日 - 18日、紀伊國屋ホール） - 釜屋武兵衛 役[29]
- 『ワールドトリガー the Stage』B級ランク戦開始編（2023年8月5日 - 6日、シアター1010 / 2023年8月10日 - 13日、サンケイホールブリーゼ / 2023年8月18日 - 27日、天王洲 銀河劇場） - 影浦雅人 役[30]
- 進戯団 夢命クラシックス×07th Expansion vol.8「うみねこのなく頃に〜Stage of the golden Witch〜Episode2」（2023年9月7日 - 10日、こくみん共済 coop ホール スペース・ゼロ） - 主演 右代宮戦人 役[31]
- 舞台「FUTABA」 え？JKが10万人を救う？（2023年10月13日 - 15日、CBGKシブゲキ!!） - 豊田佐吉 役

2024年
- 舞台「咎人の刻印〜レミニセンス〜」（2024年1月18日 - 28日、紀伊國屋ホール） - 東雲 役、殺陣補佐[32]
- 進戯団 夢命クラシックス×07th Expansion vol.9「うみねこのなく頃に〜Stage of the golden Witch〜Episode3」（2024年2月22日 - 25日、こくみん共済 coop ホール スペース・ゼロ） - 主演 右代宮戦人 役[33]
- 饗宴 ｢slow｣（2024年3月6日 - 10日、DisGOONieS） - 主演 綾辻公平 役
- 10・Quatre vol.17「昏の将星 朱の罪人〜くれのしょうせい あけのつみびと〜」（2024年4月3日 - 7日、ザ・ポケット） - 虎 役[34]
- パーセプションステージ「Opus.COLORs」（2024年5月10日 - 19日、品川プリンスホテル クラブeX） - 桐乃江麻秀 役[35]
- おぶちゃDance Stage「ナナナナ-七夕の夜に-」（2024年7月3日 - 7日、六行会ホール）[36]
- 進戯団 夢命クラシックス×07th Expansion vol.10「うみねこのなく頃に〜Stage of the golden Witch〜Episode4」（2024年9月6日 - 9日、こくみん共済 coop ホール スペース・ゼロ） - 主演 右代宮戦人 役[37]
- 舞台「シロツメクサ」（2024年10月31日 - 11月4日、コフレリオ 新宿シアター） - 緑川はじめ 役[38]
- 進戯団 夢命クラシックス #28 20周年記念公演「Since Memory Chronicles」（2024年12月15日、シアターサンモール）[39]

2025年
- 100点un・チョイス!10周年記念公演第3弾 第22回公演 舞台「あの日々に最高の花束を」（2025年1月22日 - 28日、赤坂RED/THEATER） - 中井春一 役
- 進戯団 夢命クラシックス×07th Expansion vol.11「うみねこのなく頃に〜Stage of the golden Witch〜Episode5」（2025年2月20日 - 24日、こくみん共済 coop ホール スペース・ゼロ） - 主演 右代宮戦人 役[40]
- 『ワールドトリガー the Stage』B級ランク戦最終決戦編（2025年4月12日 - 20日、日本青年館ホール / 4月24日 - 27日、COOL JAPAN PARK OSAKA WWホール / 5月2日 - 11日、シアターH） - 影浦雅人 役、殺陣補佐[41]
- 遠山ドラマティア『illuminaTe The Room』（2025年5月15日、シアターグリーン BIG TREE THEATER）[42][43]
- 舞台『東京リベンジャーズ』-The LAST LEAP-（2025年6月26日 - 29日、COOL JAPAN PARK OSAKA WWホール / 7月3日 - 10日、KAAT神奈川芸術劇場 ホール） - 林良平 役[44]
- コントやろうぜ！（2025年8月15日 - 16日、ブルースクエア四谷）
- 進戯団 夢命クラシックス×07th Expansion vol.12「うみねこのなく頃に～Stage of the golden Witch～Episode6」（2025年9月5日 - 8日、こくみん共済 coop ホール スペース・ゼロ） - 主演 右代宮戦人 役
- ラッキードッグ1 on Stage（2025年10月17日 - 25日〈予定〉、飛行船シアター） - ベルナルド・オルトラーニ 役[45]

### 映画
- タクミくんシリーズ3 美貌のディテイル（2010年） - 真行寺兼満 役
- ゲキアツ〜真夏のエチュード〜（2011年） - 岡田 役
- precious stone（2013年） - カズ 役
- ブラック・フィルム（2015年）

### テレビドラマ
- 特命戦隊ゴーバスターズ 第7話（2012年、テレビ朝日） - 小山守 役
- HEAT 第6話（2015年8月11日、フジテレビ）
- スター☆コンチェルト〜オレとキミのアイドル道〜（2017年1月11日 - 3月29日、メ〜テレ/TOKYO MX） - 長谷川翔音 役
- ペアキュン〜コンビ結成秘話を勝手にドラマ化〜（2021年9月16日）・ドラマパート「錦鯉の勝手にドラマ」- 渡辺隆 役[46][47]

### テレビアニメ
- 僕のヒーローアカデミア 第29話（2017年、日本テレビ） - プロヒーロー 役

### ラジオ
- ラジオの王子様（2009年7月 - 11月、ニッポン放送『銀河に吠えろ!宇宙GメンTAKUYA』内のコーナー）

### インターネット
- 佐々木喜英・広瀬友祐・佐藤永典・川隅美慎「mmmm☆エクスタシ〜?」（2012年2月28日 - 10月30日、ニコニコ生放送）

### インターネットラジオ
- 川隅美慎のビシッとラジオナイト（2012年10月 - 2013年8月、WALLOP）

### その他
- 携帯♂妄想TVオリジナルドラマ『もしもあなたと・・・』（2010年） - 主演 和樹 役
- ショートフィルム『2028 Belief』（2011年） - 主演 タカ 役

## 演出・振付
※出演を含むものは出演のセクションに記載 
- ［Otona Project-Produce］ 演劇ユニット【爆走おとな小学生】舞台『カタバミ』（2024年6月19日 - 23日、シアターサンモール） - 演出[48]
- 舞台タメ劇vol.1『タイムカプセル Bye Bye Days』（2025年1月9日 - 26日、紀伊國屋ホール） - 振付
- 舞台「RE:BIRTH」（2025年10月2日 - 13日、飛行船シアター） - アクション監督

## 作品

### 写真集
- AMBITIOUS No.5 ハービー・山口の写真を味わう写真誌（2009年8月5日、スタジオワープ）ISBN 978-4903451954 ※オムニバス写真集
- 美慎の散歩道（2009年9月1日、スタジオワープ）ISBN 978-4903451909
- HYSTERICAL PHOTOSHOTS（2015年2月）
- ブラステ フォトブック（2016年12月）